# Kokoriewo (obwód wołogodzki)
Kokoriewo (ros. Кокорево) – wieś w Rosji, w rejonie czerepowieckim obwodu wołogodzkiego. W 2010 liczyła 14 mieszkańców.